# Гуахиро (язык)
Гуахи́ро (гоахиро, ваюу; самоназв. ваюунаики, Wayuunaiki, исп. Guajiro) — язык народа гуахиро. Один из аравакских языков, крупнейший по численности говорящих среди них и пятый по численности индейский язык Южной Америки.

## Лингвогеография / Современное положение

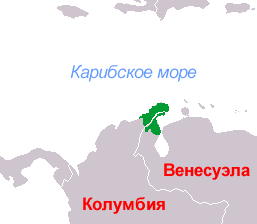
Территория языка гуахиро

Распространён на полуострове Гуахира, расположенном на северо-западе Венесуэлы и северо-востоке Колумбии. Число говорящих — 325 тыс. чел. (кон. 1990-х гг., оценка), в том числе, в Венесуэле — 179 318 чел. (1992), в Колумбии — 144 тыс. чел.. Ещё недавно большая часть гуахиро жили на одноимённом полуострове на территории Колумбии, однако в течение последних десятилетий наблюдается массовая колонизация соседних районов Венесуэлы в сторону озера и города Маракайбо. Так, число носителей в Венесуэле согласно официальной статистики увеличилось с 16 793 в 1950 году до 179 318 в 1992.
Имеет официальный статус в венесуэльском штате Сулия, где на гуахиро говорит около 5 % населения.
В колумбийском департаменте Гуахира гуахиро составляют треть населения, а в некоторых районах до 80-90 % (Урибия, Манауре и Майкао).

### Социолингвистические сведения
Большинство гуахиро, особенно молодежь, прекрасно владеет испанским, но считают важным сохранить родной язык. В то же время в некоторых районах верхней и средней Гуахиры заметный процент составляют монолингвы, совсем не говорящие по-испански.

### Диалекты
Выделяют два основных наречия, включающих большое количество диалектов:
- северное (прибрежное, самоназв. winpumɨin, винпумыин, «к водам», исп. arribero)
- южное (внутреннее, самоназв. wopumɨin, вопумыин, «к дорогам», исп. abajero).

## Письменность
Письменность на основе латиницы. Орфография основана на испанской с некоторыми отличиями.
Двойными гласными обозначаются долгие гласные, в то время как двойные согласные обозначают бифонемные сочетания и как правило относятся к разным слогам. Сочетания ai, au, aü, ei, eu, oi, ou обозначают дифтонги, тогда как ia, ua, üa, ie, ue, io, uo суть бифонемны.
Менее 1 % гуахиро могут писать или читать на родном языке, и от 5 до 15 % — на испанском.
Для развития двуязычного образования среди гуахиро Этно-образовательный центр Камусучивоу (Centro Etnoeducativo Kamusuchiwo’u) выступил с инициативой создания первого иллюстрированного гуахиро-испанского / испанско-гуахиро словаря.

## Лингвистическая характеристика

### Фонетика и фонология
Звуковая система гуахиро достаточно проста и типична для языков Южной Америки.
Вокализм представлен характерной 12-членной треугольной системой. Шести кратким гласным соответствуют 6 долгих.
|         | передние | средние | задние |
| верхние | i        | ɨ       | u      |
| средние | e        |         | o      |
| нижние  |          | a       |        |

Ударение в гуахиро подвижное и динамическое, оно предсказуемо по весу первого слога:
- Если первый слог кончается не на краткую гласную (тяжёлый слог), он ударен: átpana ‘кролик’
- Если на краткую (лёгкий слог), то ударение падает на второй слог: ayá’laja ‘покупать’
- Если первый слог кончается на гортанную смычку, то отсчёт начинается со второго слога: a’yalája ‘кричать’.

Буквой l обозначается одноударный боковой сонант [ɺ], а буквой r — многоударный дрожащий, аналогичный русскому р или испанскому rr.

### Морфология
Гуахиро имеет достаточно развитую и сложную морфологию, даже по южноамериканским меркам. Это полисинтетический язык с вершинным маркированием. Для него характерна агглютинация с нередкой фузией на стыках.
В словоизменении используются суффиксация, префиксация и реже редупликация. Общее число суффиксов превышает сотню, приставок всего 11 и используются они довольно ограниченно.
Приставки:
- Семь приставок используется для личного согласования, присоединяясь к активным глаголам, именам и предлогам: ta-ya’lajüin ‘я купил это’, ta-japü ‘моя рука’, ta-maa ‘со мной’, а также присутствуя в личных местоимениях: ta-ya ‘я/меня’.
- Есть также согласовательная приставка a-, обозначающая неопределённое лицо.
- Ещё две приставки используются для продуктивного словообразования: атрибутивная ka- и отрицательная ma-, образуя как правило (утвердительные и отрицательные) притяжательные глаголы из именных основ.
- Последней является непродуктивная, застывшая приставка pa-, обозначающая двойственное число.

### Грамматика

#### Имя
Имена делятся на два чётких класса по типу принадлежности: отчуждаемые и неотчуждаемые.
Неотчуждаемыми обычно являются части тела, термины родства, некоторые культурные термины и большинство отглагольных имён. Они всегда используются с притяжательной приставкой: tatüna /ta-tüna/ ‘моя-рука’, ta-yee ‘мой-язык’.
Отчуждаемые имена могут выступать и без притяжательной приставки, но если нужно указать принадлежность, помимо последней, используется специальная относительная форма имени, образуемая с помощью особых суффиксов: -se / -in / -ya. Например: , ta-kuluut-se ‘моя-одежда-REL’.
Синтаксические роли субъекта и объекта в имени не обозначаются.
Существует классное согласование, маркируемое в артикле, местоимениях, глаголе. Различаются три ряда показателей: мужской, женский и множественное число.

#### Прилагательное
В гуахиро не существует как таковой отдельной части речи прилагательное. Его функции выполняют статические глаголы. Существует лишь около шести адъективных слов (laülaa ‘старый’, mulo’u ‘большой’ и т. д.), не присоединяющих глагольный суффикс, при использовании в общем времени, но ведущих себя как обычные глаголы во всех других случаях.

#### Числительные
В гуахиро представлена развитая десятеричная система числительных.
Десятки образуются с помощью не po’loo, а jikii: pienchi jikii 'сорок'. При образовании других числительных используется аллативный суффикс müin: po’loo piama-müin '12'. Числительные предшествуют именам, к которым они относятся.

#### Глагол
Глаголы делятся на два класса: активные и стативные.
Активные глаголы всегда приставочные. Стативные глаголы наоборот не могут присоединять приставки и потому не могут участвовать в конструкциях, где требуется наличие приставки (например, в синтетическом спряжении).
Все стативные глаголы являются непереходными, активные могут быть как переходными, так и непереходными. Впрочем, последние легко транзитивируются с помощью каузативации или инкорпорации.
Один и тот же глагольный корень может выступать в стативных, активных переходных и активных непереходных глаголах.
Согласование в глаголе обозначается
- либо с помощью семи лично-родо-числовых приставок (ta- 1ед, pü- 2ед, nü- 3ед. муж., jü-/sü- 3ед. жен., wa- 1мн, jü-/ja- 2мн, na- 3мн);
- либо с помощью нескольких рядов (используемых в зависимости от видо-временной формы) трёх родо-числовых суффиксов (например, -shi M, -sü Ж, -shii Множ. для общего времени).

Глагол обладает довольно сложной морфологией, в нём могут быть обозначены лицо/число/род объекта или субъекта, время, залог, модальность и много других категорий (дезидератив, коллаборатив, пермансив, дейксис, уменьшительность и другие). Из-за такого обилия категорий полная парадигма глагола включает тысячи форм.
Различаются два типа спряжения:
- Синтетическое (префиксальное) — субъект обозначается личными приставками, объект (в переходном глаголе) — классными показателями (обозначается род и число).
- Аналитическое — обозначается только субъект как отдельными постпозитивными личными местоимениями, так и классными показателями.

Употребление того или иного спряжения определяется сложными правилами. Так, статические глаголы (к которым не присоединяются никакие приставки) спрягаются только аналитически. В придаточных предложениях используется синтетическое спряжение. В главных предложениях аналитическое спряжение может использоваться без ограничений, в то время как синтетическое ограничено переходными глаголами с определённым объектом. Поэтому для таких глаголов возможны формы в обоих спряжениях. См. например:
| 1. (анал.) | a-ya’la-j-ee-sü               | pia | chi          | kaa’ula-ka-i |
|            | ОБЩ-покупать-ТЕМ-БУД-ЖЕН.СУБЪ | ты  | артикль. МУЖ | коза-ОПР-МУЖ |
|            | 'Ты (жен.) купишь козла'      |     |              |              |

| 2. (синт.) | pü-ya’la-j-ee-chi                 | chi          | kaa’ula-ka-i |
|            | СУБЪ.2ед-покупать-ТЕМ-БУД-МУЖ.ОБЪ | артикль. МУЖ | коза-ОПР-МУЖ |
|            | 'Ты купишь козла'                 |              |              |

Из залогов интересно распространение псевдо-пассивных конструкций.

### Синтаксис
Глагол в предложении ставится на первое место и общий порядок слов в гуахиро тяготеет к VSO, что весьма не характерно как для других североаравакских языков, так и вообще для индейских языков Колумбии. Прилагательное и генитив следуют за определяемым именем.
В гуахиро не существует нарицательных предложений. Имена используемые в качестве предикаты ведут себя как стативные глаголы и к ним присоединяются все соответствующие глагольные аффиксы. 
Нет особого глагола-связки, глагол eewaa ‘быть’ ведёт себя как любой другой стативный глагол и не используется как вспомогательный глагол.

### Лексика
В словообразовании используются суффиксация и корневая редупликация. Последняя используется в разных функциях, в частности для обозначения множественности субъекта стативных глаголов.